# Жеруйык (Актюбинская область)
Жеруйык (каз. Жерұйық, до 2008 г. — Луговое) — село в Алгинском районе Актюбинской области Казахстана. Входит в состав Ушкудукского сельского округа. Код КАТО — 153241200.

## Население
| Численность населения | Численность населения | Численность населения | Численность населения |
| 1989                  | 1999                  | 2009                  | 2021                  |
| --------------------- | --------------------- | --------------------- | --------------------- |
| 235                   | ↘183                  | ↗200                  | ↗208                  |

В 1989 году население села составляло 235 человек. Национальный состав: казахи — 58 %.
В 1999 году население села составляло 183 человека (92 мужчины и 91 женщина). По данным переписи 2009 года, в селе проживало 200 человек (107 мужчин и 93 женщины). По данным переписи 2021 года, в селе проживало 208 человек (107 мужчин и 101 женщин).